# Liste der Straßen in Hamburg-Neuland

Lage von Neuland in Hamburg und im Bezirk Harburg (hellrot)

Die Liste der Straßen in Hamburg-Neuland ist eine Übersicht der im Hamburger Stadtteil Neuland vorhandenen Straßen. Sie ist Teil der Liste der Verkehrsflächen in Hamburg.

## Überblick
In Neuland (Ortsteilnummer 703) leben 1713 Einwohner (Stand: 31. Dezember 2023) auf 8,0 km². Neuland liegt im Postleitzahlenbereich 21079.
In Neuland gibt es 30 benannte Verkehrsflächen, darunter eine Motivgruppe „Flüsse“: Fuldastieg, Werrastieg und Weserstieg.  

## Übersicht der Straßen
Die nachfolgende Tabelle gibt eine Übersicht über alle benannten Verkehrsflächen im Stadtteil sowie einige dazugehörige Informationen. Im Einzelnen sind dies:
- Name/Lage: aktuelle Bezeichnung der Straße. Über den Link (Lage) kann die Straße auf verschiedenen Kartendiensten angezeigt werden. Die Geoposition gibt dabei ungefähr die Mitte an. Bei längeren Straßen, die durch zwei oder mehr Stadtteile führen, kann es daher sein, dass die Koordinate in einem anderen Stadtteil liegt.
- Straßenschlüssel: amtlicher Straßenschlüssel, bestehend aus einem Buchstaben (Anfangsbuchstabe der Straße) und einer dreistelligen Nummer.
- Länge/Maße in Metern:
Hinweis: Die in der Übersicht enthaltenen Längenangaben sind nach mathematischen Regeln auf- oder abgerundete Übersichtswerte, die im Digitalen Atlas Nord[1] mit dem dortigen Maßstab ermittelt wurden. Sie dienen eher Vergleichszwecken und werden, sofern amtliche Werte bekannt sind, ausgetauscht und gesondert gekennzeichnet.
Bei Plätzen sind die Maße in der Form a × b bei rechteckigen Anlagen oder a × b × c bei dreiecksförmigen Anlagen mit a als längster Kante dargestellt.
Der Zusatz (im Stadtteil) gibt an, wie lang die Straße innerhalb des Stadtteils ist, sofern sie durch mehrere Stadtteile verläuft.
- Namensherkunft: Ursprung oder Bezug des Namens.
- Datum der Benennung: Jahr der offiziellen Benennung oder der Ersterwähnung eines Namens, bei Unsicherheiten auch die Angabe eines Zeitraums.
- Anmerkungen: Weitere Informationen bezüglich anliegender Institutionen, der Geschichte der Straße, historischer Bezeichnungen, Baudenkmale usw.
- Bild: Foto der Straße oder eines anliegenden Objektes.

| Name/Lage                                              | Straßen- schlüssel | Länge/Maße (in Metern) | Namensherkunft                                                                            | Datum der Benennung | Anmerkungen | Bild                                                                  |
| ------------------------------------------------------ | ------------------ | ---------------------- | ----------------------------------------------------------------------------------------- | ------------------- | --- | --------------------------------------------------------------------- |
| Am Neuländer Baggerteich (53° 27′ 33″ N, 10° 0′ 43″ O) | A628               | 0140                   | nach der Lage                                                                             | 1983                | | Am Neuländer Baggerteich                                              |
| Am Neuländer Gewerbepark (53° 27′ 43″ N, 10° 0′ 10″ O) | A687               | 0205                   | nach der Lage                                                                             | 2000                | | Am Neuländer Gewerbepark                                              |
| Brammerhäger Damm (53° 27′ 3″ N, 10° 1′ 21″ O)         | B547               | 1850 (im Stadtteil)    | Ortschaft Brammerhagen                                                                    | 1950                | östlicher Teil bis Großmoordamm in Gut Moor | Brammerhäger Damm, Blick Richtung Norden, rechts oben verläuft die A1 |
| Communionsweg (53° 27′ 27″ N, 9° 59′ 55″ O)            | C084               | 0340                   | nach einer Interessengemeinschaft ältester Neuländer Grundeigentümer                      | 1895                | Fußweg ohne Anwohner | Communionsweg                                                         |
| Fünfhausener Deichweg (53° 28′ 12″ N, 10° 2′ 1″ O)     | F296               | 0130                   | nach dem Ortsteil Fünfhausen                                                              | 1970                | | Fünfhausener Deichweg                                                 |
| Fünfhausener Hauptdeich (53° 28′ 8″ N, 10° 2′ 21″ O)   | F297               | 2040                   | nach dem Ortsteil Fünfhausen                                                              | 1970                | | Fünfhausener Hauptdeich                                               |
| Fünfhausener Landweg (53° 27′ 47″ N, 10° 0′ 46″ O)     | F269               | 3000                   | nach dem Ortsteil Fünfhausen                                                              | 1938                | Fußweg ohne Anwohner | Fünfhausener Landweg                                                  |
| Fünfhausener Straße (53° 27′ 17″ N, 10° 2′ 38″ O)      | F270               | 2460                   | nach dem Ortsteil Fünfhausen                                                              | 1942                | westliche Straßenseite ab Grüner-Damm-Wettern bis zur Landesgrenze in Gut Moor | Fünfhausener Straße                                                   |
| Fuldastieg (53° 27′ 56″ N, 10° 0′ 16″ O)               | F280               | 0480                   | nach dem Quellfluss der Weser                                                             | 1952                | | Fuldastieg                                                            |
| Großmoorbogen (53° 27′ 27″ N, 10° 0′ 34″ O)            | G285               | 1155                   | in Anlehnung an den Großmoordamm                                                          | 1967                | | Großmoorbogen                                                         |
| Großmoordamm (53° 27′ 4″ N, 10° 0′ 39″ O)              | G286               | 1145 (im Stadtteil)    | nach dem Verbindungsweg zum niedersächsischen Groß-Moor im angrenzenden Landkreis Harburg | 1950                | ab Schlachthofstraße etwa 50 m komplett auf Harburger Gebiet, dann überwiegend in Neuland, lediglich die südlich der Straße gelegenen Grundstücke befinden sich bis ca. 165 m südöstlich der Einmündung zum Großmoorbogen in Harburg, die komplette Straßenfläche in Neuland; führt über die Landesgrenze hinaus nach Groß-Moor | Großmoordamm                                                          |
| Großmoorkehre (53° 27′ 32″ N, 10° 0′ 33″ O)            | G417               | 0150                   | in Anlehnung an den Großmoorbogen                                                         | 1981                | | Großmoorkehre                                                         |
| Großmoorring (53° 27′ 26″ N, 10° 0′ 22″ O)             | G397               | 0535                   | in Anlehnung an den Großmoorbogen                                                         | 1977                | | Großmoorring                                                          |
| Lewenwerder (53° 27′ 27″ N, 10° 0′ 1″ O)               | L377               | 0330                   | nach dem Gründungsnamen der Siedlung Neuland 1296                                         | 1985                | | Lewenwerder                                                           |
| Neuländer Elbdeich (53° 28′ 14″ N, 10° 1′ 38″ O)       | N078               | 2910                   | nach der Lage im Stadtteil                                                                | 1950                | | Neuländer Elbdeich                                                    |
| Neuländer Hauptdeich (53° 28′ 8″ N, 10° 0′ 4″ O)       | N191               | 0710                   | nach der Lage im Stadtteil                                                                | 1970                | Teil westlich der Bahnbrücke in Harburg | Neuländer Hauptdeich                                                  |
| Neuländer Kamp (53° 27′ 40″ N, 10° 0′ 14″ O)           | N240               | 0390                   | nach der Lage im Stadtteil                                                                | 2000                | | Neuländer Kamp                                                        |
| Neuländer Ring (53° 28′ 8″ N, 9° 59′ 55″ O)            | N192               | 0320                   | nach der Lage im Stadtteil und dem Verlauf                                                | 1970                | | Neuländer Ring                                                        |
| Neuländer Straße (53° 27′ 46″ N, 10° 0′ 23″ O)         | N079               | 2130 (im Stadtteil)    | nach der Lage im Stadtteil                                                                | 1950                | Teil westlich der Bahnbrücke in Harburg, ebenso südliche Straßenhälfte östlich der Bahnbrücke; Zubringer zur A 1, Anschlussstelle Hamburg-Harburg | Neuländer Straße                                                      |
| Neuländer Weg (53° 27′ 50″ N, 10° 0′ 43″ O)            | N080               | 0990                   | nach der Lage im Stadtteil                                                                | 1942                | | Neuländer Weg                                                         |
| Oberer Traunweg (53° 28′ 5″ N, 9° 59′ 52″ O)           | O208               | 0210                   | nach dem Traunweg                                                                         | 1989                | | Oberer Traunweg                                                       |
| Penzweg (53° 27′ 18″ N, 10° 0′ 30″ O)                  | P231               | 0190                   | Heinrich Penz, Schlachtermeister und Vorbesitzer des Geländes                             | 1972                | | Penzweg                                                               |
| Schweenssand-Hauptdeich (53° 28′ 11″ N, 10° 0′ 48″ O)  | S839               | 1500                   | nach dem Flurnamen Schweenssand                                                           | 1970                | | Schweenssand-Hauptdeich                                               |
| Traunweg (53° 27′ 57″ N, 9° 59′ 45″ O)                 | T150               | 0190                   | Christian Justus Friedrich Traun (1804–1881), Fabrikant                                   | 1988                | | Traunweg                                                              |
| Wendts Weg (53° 27′ 56″ N, 10° 0′ 34″ O)               | W169               | 0660                   | Johann Wendt (1863–1932), Segelmacher, legte die Straße an                                | nach 1938           | | Wendts Weg                                                            |
| Werrastieg (53° 27′ 51″ N, 9° 59′ 58″ O)               | W523               | 0870                   | nach dem Quellfluss der Weser                                                             | 2016                | vormals Teil des Neuländer Wegs | Werrastieg                                                            |
| Weserstieg (53° 27′ 56″ N, 10° 0′ 11″ O)               | W183               | 0400                   | nach dem Fluss                                                                            | 1952                | | Weserstieg                                                            |
| Wohlersstieg (53° 27′ 22″ N, 10° 0′ 0″ O)              | W480               | 0135                   | in Anlehnung an den Wohlersweg                                                            | 1985                | | Wohlersstieg                                                          |
| Wohlersweg (53° 26′ 45″ N, 10° 0′ 21″ O)               | W371               | 1015                   | Louis Friedrich Wilhelm Wohlers (1859–1919), Grundbesitzer und Domänenpächter             | 1952                | | Wohlersweg                                                            |
| Zum Handwerkszentrum (53° 27′ 28″ N, 9° 59′ 40″ O)     | Z086               | 0190 (im Stadtteil)    | nach der Lage am Elbcampus, dem Kompetenzzentrum der Handwerkskammer Hamburg              | 2006                | nördlicher Teil in Harburg | Zum Kompetenzzentrum                                                  |

## Ehemalige Verkehrsflächen
Nachdem die „Harburger Umgehung“ Teil der ehemaligen BAB 253 (aktuell wieder B 75) geworden war, ist der Wegename am 28. April 2021 von Amts wegen gelöscht worden.

## Sonstiges
Die deutsche Grundkarte führt zudem den Leinestieg, abzweigend vom Werrastieg und parallel zu Weser- und Fuldastieg verlaufend. Ein Eintrag im Hamburger Straßen- und Gebietsverzeichnis existiert nicht, ebenso wenig ein Straßenschild.